# 新潟県立村上高等学校
新潟県立村上高等学校（にいがたけんりつ むらかみこうとうがっこう）は、新潟県村上市田端町に所在する県立高等学校。  愛称は 『村高』。

## 概要
1900年に新発田中学校村上分校として開校。旧制村上中学校を前身とする県北の学校である。堅忍不抜の精神で伝統を重んじる学校運営を進めており、「堅忍不抜」と刻まれた石碑や書が校内にある。2001年に学区制が改正された。（学区制は2008年より撤廃）。また2002年に新潟県立村上中等教育学校が開校した。学校側も具体的な進路達成目標を掲げており、実績の上昇を目指している。
教室には冷房を完備しており、プールも存在する。女子の制服は現在では珍しいワンピースのジャンパースカートタイプである。しかし、最近は着用は強制せずあまりみられない。
グラウンドはナイターを完備している。

## 沿革
- 1879年 - 公立村上中学校として設立。その後、私立学校となるなど変遷を辿る。
- 1900年4月1日 - 新潟県立新発田中学校村上分校として正式に設立。
- 1900年5月6日 - 開校式挙行（この日を創立記念日とする）。
- 1902年4月1日 - 新潟県立村上中学校と改称。
- 1948年4月1日 - 学制改革により新潟県立村上高等学校となる。男女共学開始。
- 2000年 - 創立100周年記念式典挙行。
- 2006年3月31日 - 山北分校を閉校。

## 校歌
- 『新潟県立村上高等学校校歌』（作詞：藤原紫朗・作曲：楠美恩三郎）[1]

## 交通
- JR羽越本線 村上駅から徒歩5分

## 著名な出身者
- 稲葉修（元法務大臣・衆議院議員）
- 大滝信孝（元プロ野球選手）
- 大島信三（元『正論』編集長）
- 片野猛（現新潟県議会議員、村上市・岩船郡選挙区）
- 近裕崇（バレーボール選手、豊田合成トレフェルサ）
- 佐藤祐四（俳優）
- 鶴橋康夫（映画監督）
- 冨樫一成（現新潟県議会議員、胎内市選挙区）
- 鈴木陽二（水泳指導者、ソウルオリンピック金メダリスト鈴木大地の指導者）
- 田沢真 （元NHKアナウンサー）
- 高橋邦芳（村上市長）